# 丹科島
64°44′S 62°37′W / 64.733°S 62.617°W

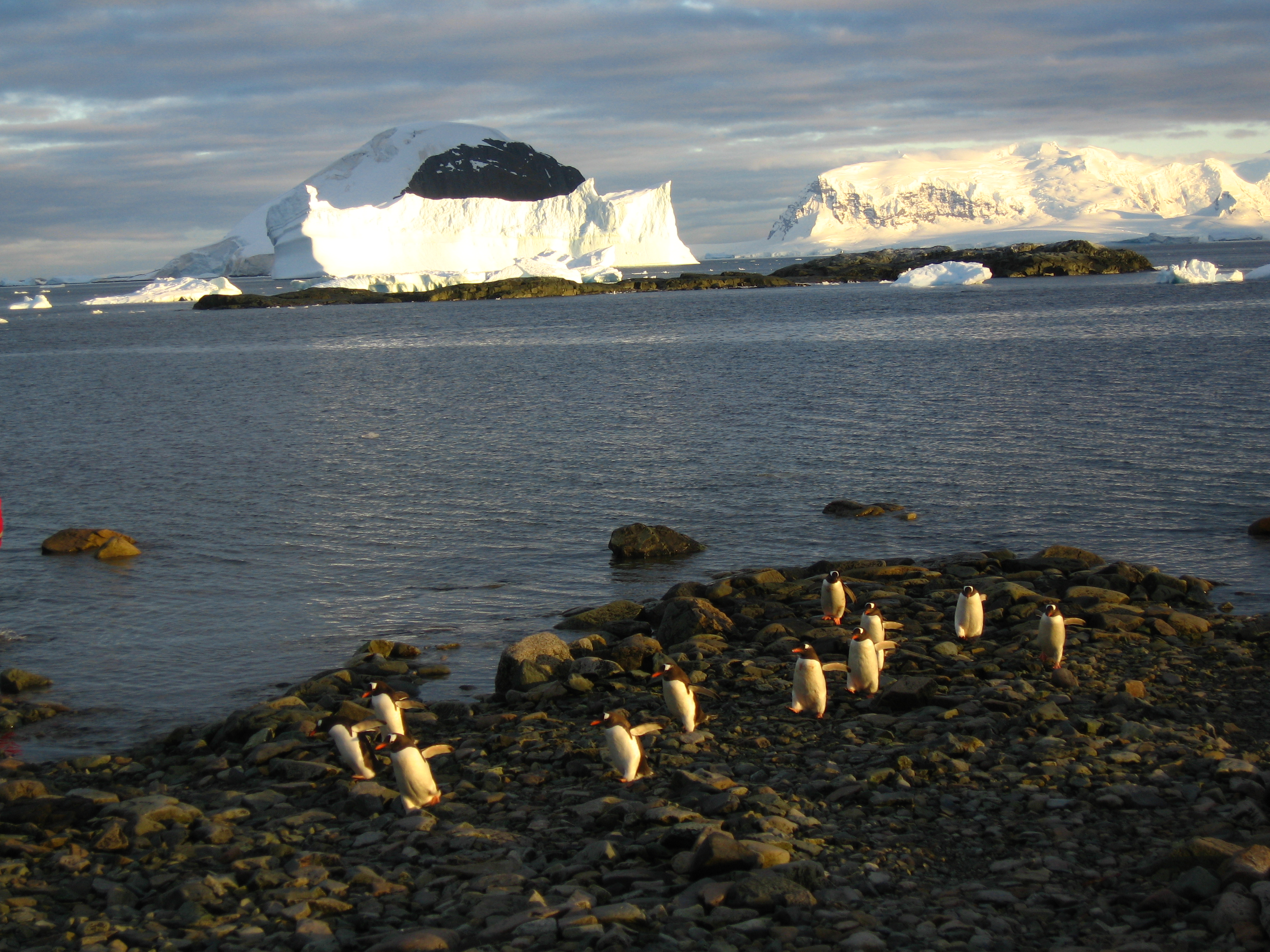

丹科島是南極洲的島嶼，位於葛拉漢地的丹科海岸，處於埃雷拉海峽南部，長2公里，由比利時探險隊繪入地圖，現時由南極條約體系管理。